# Ranzles
Ranzles ist eine Ortschaft und eine Katastralgemeinde der Marktgemeinde Thaya im Bezirk Waidhofen an der Thaya im niederösterreichischen Waldviertel mit 30 Einwohnern (Stand 1. Jänner 2024).

## Geografie
Das vom Schwarzbach durchflossene Dorf befindet sich westlich von Thaya und wird über die Landesstraße L8122 erschlossen, die im Süden durch den Ort führt. Zur Ortschaft zählt auch die Lage Graphithütte im Osten. Am 1. April 2020 umfasste die Ortschaft 15 Adressen.

## Geschichte
Dre Ort wurde erstmals 1230 als Rentzleins urkundlich erwähnt, dürfte aber wesentlich älter sein, da hier Graphit abgebaut und damit graphitierte Keramik hergestellt wurde: Nahe der ehem. Mühle wurde beispielsweise ein bronzezeitlicher Graphittonkessel aufgefunden. 1348 bis 1630 gehörte Ranzles den Grafen Puchheim, 1636 bis 1679 den Grafen Sprinzenstein, danach bis 1737 den Grafen Lamberg und dann den Gudenus.
Die Ortsbevölkerung bestand aus gering bestifteten Landbauern, die Ackerbau und Viehzucht betrieben, hielt Schweickhardt im 19. Jahrhundert fest. Im Jahr 1822 wurde der Ort als Dorf mit 13 Häusern genannt, das nach Thaya eingepfarrt war, wohin auch die Kinder eingeschult wurden. Die Herrschaft Waidhofen an der Thaya besaß die Ortsobrigkeit, übte die Landgerichtsbarkeit aus, besorgte die Konskription und hatte die Grundherrschaft inne. Laut Adressbuch von Österreich waren im Jahr 1938 in Ranzles einige Landwirte ansässig.